# Coquimba punctata
Coquimba punctata is een mosselkreeftjessoort. De wetenschappelijke naam van de soort is voor het eerst geldig gepubliceerd in 1994 door Ramos.